# ヤエヤマアオキ
ヤエヤマアオキ（八重山青木; 学名: Morinda citrifolia）は、アカネ科ヤエヤマアオキ属の常緑小高木。学名のうち属名の Morinda は、ラテン語の「morus」（クワ）と、「indus」（インド）との2語からなるが、果実の形状に由来する。また種小名 citrifolia は「citrus」（シトロン）と「folius」（葉）とからなり、柑橘に似た葉を有する意味である。和名に「アオキ」とあるがアオキはガリア目ガリア科で遠縁である。ハワイやフランス領ポリネシアなどで言うノニ（noni）が、ノニジュース等を販売する業者が「健康食品」と称して宣伝していることもあり、良く知られる名称の1つになっている。
リンネの『植物の種』(1753年) で記載された植物の一つである。

## 概要
熱帯植物であり、インドネシアでは通年果実を結実する。インドネシアでは、日除けとして各家庭に1本のノニの木を植えている。日本では沖縄地方に産するが、亜熱帯気候のため果実は小さく通年収穫は出来ない。高さ8-10メートルに達する常緑小高木で、樹冠は小さい円錐状で、全樹無毛である。樹皮は淡灰褐食で平滑。枝条は純方形を呈する。 葉は対生し、葉身は長さ15-25センチメートル、幅8-10センチメートルの革質で広楕円形、膜質の大きい托葉を有する。花は頭状花序をなし、径1.5-2センチメートルの白色、通常5弁だが6弁の花も散見される。 果実は核果の集合果で、インドネシアで大きな果実のMengkudu Besarと呼ばれるものは広い楕円形で10センチメートルを超える。未熟な果実は緑色だが成熟するにして黄色となり、独特の匂い（カプリン酸を主とする中鎖脂肪酸）を発し、完熟すると白色となり落下する。 
H.N.Ridleyによるとヤエヤマアオキは、インドネシアのモルッカ諸島（現・マルク諸島）が原産地である。  インドネシアを中心にインド、太平洋諸島、オーストリア東部、フィリピン、台湾、小笠原諸島、沖縄など広く分布する。実の内部が空洞で海水で浮くため、海流に流され広域まで海流散布した植物と考えられている。
ノニの原産地インドネシアでは果実はMenkudu、Kangkudu、Pace、Bengkudu、Nony、Tibahなどと地域によって多様な呼称がある。タイでは ยอ ヨー、フィリピンではNonoやBaucudoと呼ばれる。太平洋諸島ではKura（フィジー）、Nono（タヒチ）、Nonu（サモア）、Ladda（グアム）、Noni（ハワイ）など多様である。台湾では檄樹と呼ぶ。

## 利用
インドネシアなどの東南アジアでは、ノニ果実や葉は食用、医薬品に、ノニの樹皮や根は染色に利用されている。日本では根を染色材料として利用されているが、近年では果実、葉を用いた「健康食品」と業者が謳っているものが出回るようになっている。

### 成分
イリドイド、ダムナカンタール（アントラキノン類）、アルカロイド類、テルペン類、フラボノイド類、ビタミンC、カリウムなどがある。

### 食用
日本ではノニ果実を食用とした歴史はないが、東南アジア諸国や太平洋諸島ほか熱帯地域では健康維持、スタミナ増進、病気の予防等のためにポピュラーな存在である。ノニの実はこれら熱帯地域で古くから食べ物として利用されており、文献も記録されている。1700年代後期に英国海軍のキャプテンだったジェームズ・クックはタヒチの原住民がノニの実を食べていた事実を記している。またロンドンで1866年に出版された書物では、フィジー諸島の原住民がノニの実を食べていたと述べている。さらに後の出版物にはノニの実が太平洋諸島や東南アジア、オーストラリア、インドで食用に利用されたことが載っている。ラロトンガで原住民がノニの実を常用していたことが記されている。オーストラリアの原住民アボリジニがノニの実を好んでいたことも報告されている。サモアではノニの実が常食されたことが記されている。1943年にメリルはポリネシア群島に野生する食用植物および毒草に関する解説書を書き、その中でノニが食用植物であり、その葉や実は緊急災害時の食物として利用できると述べている。
- 第二次世界大戦の間、戦場マニュアルで活力をつけるために食べるものとして、ノニが安全な食糧源であるとポリネシア基地の兵士たちは指導されていた[6]。
- インドネシアでは成熟果実をそのまま丸ごとあるいは果肉を野菜サラダに加えて食べる。また、ノニの葉はナシゴレンに加え、サンバルという唐辛子ソースに加えることもある。
- ミャンマーの僧侶は、栄養補給のために果実を食べる。凶作の時の飢餓対策として、ノニ果実を食べることが知られている。
- タイではノニの葉はトムヤムクン・スープの材料に使用する。 ノニ樹皮や根は染料に用いられるが、ノニの原産国インドネシアでは決して食用に用いられない。

#### 健康食品として
ノニ果実利用食品としては、成熟果実100%ストレート搾汁、 果実を長期間放置して浸出する液体の飲料をはじめ、果実粉末を加えたもの、他の果実ジュース等を加えて飲みやすくした製品もある。米国のノニジュースには、香料を加えたものが多い。軟カプセル、硬カプセル、錠剤、顆粒、濃縮液、粉末など多くの商品が出回っているが、原料として果実そのもの、あるいは有機溶媒抽出エキス粉末など多様である。日本ではノニの葉のお茶も販売されている。
現在では多くの産地の製品が健康食品として販売されるようになっているが、他の果実ジュース以上の健康効果はないと考えられる。
日本で最初にノニジュースが販売されたのは1999年で、アメリカ系の会社が会員販売制度を通じてフランス領ポリネシア産のノニと他の果汁を混ぜたノニジュースを紹介した。2000年にはノニの原産地インドネシア産の100%ストレートジュースが紹介された。
ノニジュースの栄養性、安全性、機能性に重点をおいた規格
を制定し販売しているジュースもある。この標準化規定では一般栄養成分の他に有効成分のスコポレチン、中鎖脂肪酸濃度、活性酸素消去能を測定している。近年ではノニ由来のイリドイド量を基準にし販売しているジュースも出てきた。

#### 安全性
ノニ果汁は、他の果実と同様にカリウムを豊富に含むため、高カリウム血症の場合や腎臓透析患者の場合は医師と相談のうえ飲用するべきである。
2003年に、ノニのジュース製品のひとつが自然由来の食品として初めて、欧州連合 (EU) の基準をクリアし「ノベルフード」に認定された。また果実だけでなく「乾燥および焙煎させたノニ葉」も2008年、「ノベルフード」に認定されている。欧州の安全性基準を満たさないとノベルフードの認定は得られないため、ノベルフード認定はEUによる安全性の承認ととらえることができる。
2005年と2006年にノニジュースの飲用により、肝機能障害を引き起こしたという報告がなされた。また、ノニの肝毒性を否定する追跡調査も報告されている。

### 染料
インドネシアでは古くからヤエヤマアオキの樹皮や根を伝統的ろうけつ染めバティックに使用してきた。樹皮や根は桃色、赤黄色、赤褐色に染めることが出来るが、使用する部位や樹齢によって染色態度が異なる。 1790年、ノニの染色材が初めてヨーロッパに紹介され、ジャワ海のカリムンジヨウオ諸島には大規模な栽培地が開発された歴史もある。染色成分は化学的に西洋アカネと同様のモリンドン（Morindon）とその水解物資のモリンジン（Morindin）である。しかし、合成化学染料の普及によって、現在ではノニの樹皮、根とも染色に利用されることは無くなっている。

## 保護上の位置づけ
日本の沖縄県などでは健康ブームにより乱伐が問題となっている。しかし、ノニの原産国インドネシアでは数千年にわたり人間とノニは共存しており、今なおいたるところにノニは自然植生している。 一方インドネシアでは、先進国向けノニジュースの供給のためにHACCPシステム採用の工場が出現し、有機ノニ農場、有機ノニ製造認定を取得し増産が進んでいる。
- 沖縄県レッドデータブック - 準絶滅危惧

## 研究
基礎研究でダムナカンタール、ノニジュースの抗癌作用（効果）、動物実験で中枢性の鎮静効果、基礎研究、臨床試験とで糖尿病改善効果が報告されている。またノニの脂質過酸化抑制物質の研究報告がある。